# Marie-Louise Martin
Pour les articles homonymes, voir Marie Martin (homonymie).
Marie-Louise Martin, née le 22 février 1860 à Alençon et morte le 19 janvier 1940 à Lisieux, plus connue sous le nom de Marie Martin, en religion Sœur Marie du Sacré-Cœur, est une religieuse de l'Ordre des Carmes déchaux. Elle est l'une des sœurs de sainte Thérèse de Lisieux, religieuse avec elle dans le carmel de Lisieux.

## Biographie

### Enfance

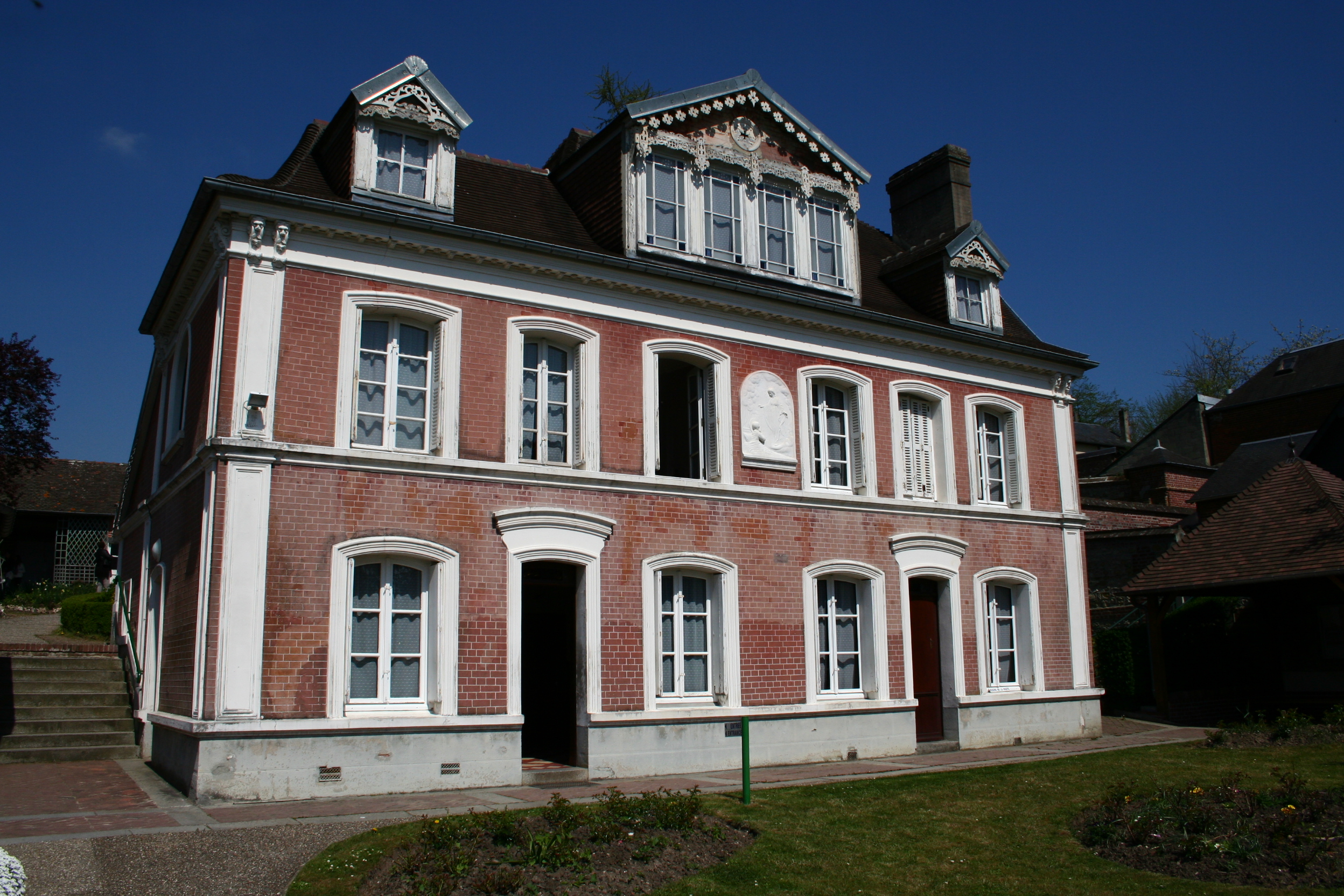
La maison des Buissonnets à Lisieux.

Marie-Louise Martin, appelée Marie Martin, est née le 22 février 1860 à Alençon. Ses parents sont Louis et Zélie Martin. Marie est l’aînée de la famille Martin (5 filles, plus 4 autres frères et sœurs qui meurent en bas âge). Elle est baptisée dans l’église Saint-Pierre de Montsort le jour de sa naissance.
Après la naissance de sa première sœur, la santé fragile de leur mère pousse les parents à confier les deux enfants à pensionnat de la visitation. Elles y entre en octobre 1868,. Dès son enfance, la petite Marie se révèle être une observatrice judicieuse, pleine d'originalité et portée vers l'indépendance. Son père la surnommera plus tard « Bohémienne », « mon Diamant ».
Le 2 juillet 1869 Marie fait sa première communion dans la chapelle de la Visitation. La même année, elle fait sa confirmation. Marie est nommée marraine de sa sœur Thérèse à son baptême, le 4 janvier 1873.
Enfant, elle se montre « indépendante, jalouse de sa liberté mais d'une exquise sensibilité, ennemie de toute complication, droite et franche, avec des saillies d'originalité et parfois des manifestations de timidité qui la faisaient passer pour sauvage et énigmatique ».
Le 2 août 1875, Marie quitte le pensionnat de la Visitation après avoir reçu six premiers prix. À la sortie du pensionnat, Marie est une belle jeune fille, elle ne veut cependant pas entendre parler ni de mariage ni de vie religieuse, et se plait à s'occuper de ses petites sœurs (Céline et Thérèse). Elle rejette avec force toute idée de vocation religieuse, même si sa tante (religieuse visitandine) et sa mère, pressentent cet appel pour elle.
En 1876, avec sa mère Zélie, et ses sœurs Pauline et Léonie, Marie part en pèlerinage à Lourdes le 18 juin 1877, afin de demander la guérison de Mme Martin atteinte d'une tumeur fibreuse au sein, mais celle-ci meurt le 28 août 1877. La famille est bouleversée. Marie, l'aînée âgée de 17 ans, prend alors en charge le foyer familial. La famille Martin déménage à Lisieux, où ils s'installent dans la Villa Les Buissonnets.

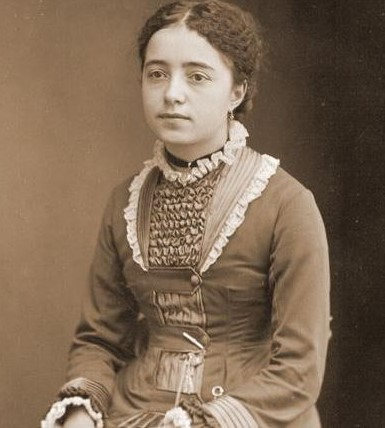
Marie Martin jeune fille.

En avril 1882, le R.P. Almire Pichon, de la Compagnie de Jésus, devient son directeur spirituel. C'est un apôtre de la dévotion au Sacré-Cœur de Jésus et de la Miséricorde qui aura une grande influence sur la spiritualité de la famille Martin. Le 2 octobre 1882, Pauline entre au Carmel de Lisieux. Marie, qui vit difficilement le départ de sa sœur, reçoit le soutien de l'abbé Pichon.

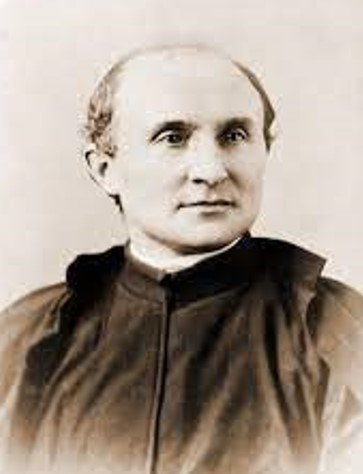
Le R.P. Almire Pichon (1843-1919), son directeur spirituel.

Le 13 mai 1883, Marie soigne Thérèse, tombée gravement malade. Après la guérison de Thérèse, Marie comprend que la guérison de Thérèse est survenue après une « vision de la Vierge Marie ». Durant les années 1885-1886, Marie devient la confidente de sa petite sœur Thérèse.

### Entrée au couvent
À 25 ans, Marie n'a toujours pas décidé comment orienter sa vie : elle refuse le mariage, mais également d'entrer au couvent. Néanmoins, le 25 mars 1885, elle prononce un vœu privé de chasteté. En 1886, à 26 ans, elle est toujours indécise, d'autant plus qu'ayant la charge du foyer familial, elle s'inquiète pour l'avenir de ses deux jeunes sœurs. Son confesseur, le Père Pichon, la presse de faire un choix : mariage ou vie religieuse. Sa sœur Pauline l'invite à venir la rejoindre au Carmel. Mais Marie hésite encore. Elle fait plusieurs retraites, réfléchit.
Marie s'inquiète pour sa sœur Thérèse qui a besoin d'elle, puis enfin, demande l'autorisation à son père qui accepte, malgré sa douleur. Il déclare alors : « Le bon Dieu ne pouvait me demander un plus grand sacrifice ! Je croyais que tu ne me quitterais jamais ! ».
Le 15 octobre 1886 Marie entre au Carmel de Lisieux et prend le nom de sœur Marie du Sacré-Cœur. Dans la mesure où Léonie souhaite également entrer en religion, Céline, âgée de 17 ans, reprend alors la charge de maîtresse de maison.
Le 19 mars 1887, Marie fait sa prise d’habit. Lorsque Thérèse entre à son tour au Carmel, le 9 avril 1888, Marie est désignée pour lui apprendre « les coutumes de la vie religieuse ». Une fois les quatre sœurs Martin réunies au Carmel de Lisieux (1894), Marie a l'intuition que les souvenirs familiaux (évoqués par Thérèse lors d'une soirée commune) ont une richesse qu'il serait dommageable de perdre. Elle incite donc Mère Agnès de Jésus (qui est sa sœur Pauline) de demander à Thérèse, au nom de l'obéissance, d’écrire ses souvenirs d’enfance. Mère Agnès accède à sa demande, et ce récit deviendra le Manuscrit A, première partie de l’œuvre thérèsienne bien connue sous le titre de Histoire d'une âme.
Un peu plus tard, en septembre 1896 (entre le 8 et le 17), Marie demande à Thérèse de mettre par écrit sa « petite doctrine ». Rédigée sous forme d'une longue lettre, cet écrit est intégré dans le récit autobiographique thérésien sous le titre de Manuscrit B.

### Décès et sépulture
Sœur Marie du Sacré-Cœur tombe gravement malade le 8 mars 1937. Elle reçoit même l’extrême-onction. Elle se remet un peu puis décède le 19 janvier 1940. Seconde des sœurs Martin à décéder (Thérèse est décédée en 1897), Marie est inhumée dans le caveau sous la chapelle du Carmel. Après leur décès, ses autres sœurs seront inhumées avec elle.

## Héritage
Le pape François déclare dans sa lettre encyclique Dilexit nos qu'un passage de la correspondance de Thérèse avec Marie-Louise "devrait être lue mille fois pour sa profondeur, sa clarté et sa beauté": "C'est la confiance, et rien que la confiance qui doit nous conduire à l’Amour" .